# Kleofas Bogailei
Kleofas Bogailei (geboren 1901 in Schwarzenberg, Oberösterreich; gestorben 1989 in Alpbach, Tirol, Geburtsname: Ludwig Josef Reischl) war ein Kunstmaler im surreal-gebrochenen Stil in Öl auf Holz.

## Lebensweg
Die Eltern hatten für Ludwig Reischl den Beruf des Goldschmieds vorgesehen. Er wollte jedoch seinen künstlerischen Ambitionen nachgehen und ging 1928 nach Paris, ließ sich am Montmartre nieder und verkaufte seine Gemälde in den Straßen von Paris, wo er seine spätere Ehefrau Germaine Guerin kennenlernte und den Künstlernamen Kleofas Bogailei annahm.
Ab 1944 wurde Bogailei als Kraftfahrer in der Wehrmacht eingesetzt, eine Tätigkeit, die man ihm im Frankreich der Nachkriegszeit übelnahm und aufgrund derer seine Frau der Kollaboration bezichtigt wurde. Auf der Suche nach einem neuen Lebensort strandete das Paar erst im Bayerischen Wald und später in Tirol.
Kleinformatige Bilder von Kleofas Bogailei hängen im Innsbrucker Ferdinandeum, im Staatlichen Museum Schwerin und bei lokalen Ausstellungen. Der Gutteil seines Werkes, dessen Hochphase die Zeit in Paris gewesen sein dürfte, ist verschollen. Sowohl Bogailei als auch seine Ehefrau Guerin haben ihre Kunst zu Lebzeiten unter Wert verkauft. Beide waren einem größeren Kunstpublikum unbekannt.
Bilder von Kleofas Bogailei werden heute im Kunsthandel angeboten bzw. versteigert.